# ورم أرومي بنكرياسي
الورم الأرومي البنكرياس (بالإنجليزية: Pancreatoblastoma)‏ هو نوع نادر من سرطان البنكرياس الذي يحدث بشكل رئيسي في مرحلة الطفولة وله مآل جيد نسبيًا.

## الأعراض
نادرًا ما يظهر على الأطفال المصابون بالورم الأرومي البنكرياس أعراض المرض في مراحله المبكرة لكن يصاب معظمهم بمرض متقدم موضعيًا أو منبث. تشمل الأعراض الشائعة آلام البطن والتقيؤ واليرقان، وغالبًا ما تكون هناك حاجة إلى تداخل التخصصات بما في ذلك السيرة المرضية الجيدة مستوى التقدم الجاري وعلم الأمراض الدقيق للوصول إلى التشخيص الصحيح.

## علم الأمراض
يمكن أن تكون أورام البنكرياس الأرومية المستأصلة كبيرة إلى حد ما، ويتراوح حجمها من 2 سم إلى 20 سم (1 إلى 8 بوصة)، وتكون عادة كتل صلبة وناعمة، يُرى نوعان من الخلايا على الأقل تحت المجهر: خلايا متمايزة «عنيبية» وخلايا تشكل أعشاشًا صغيرة «حرشفية». تحتوي الخلايا المتمايزة العنيبية على بعض ميزات الخلية العنيبية الطبيعية للبنكرياس (الخلية الأكثر شيوعًا في البنكرياس الطبيعي).

## العلاج
إذا كان الورم قابلاً للجراحة فيجب أن يكون الخط الأول من العلاج هو الاستئصال الجراحي. ثم بعد الاستئصال الجراحي يجب إعطاء العلاج الكيميائي المساعد حتى في المرحلة الأولى من المرض. في المرضى الذين يعانون من مرض غير قابل للجراحة يجب إعطاء العلاج الكيميائي وحده. غالبًا ما يكون الأسلوب متعدد التخصصات للعلاج -الذي يشمل الجراحين وأخصائيي الأورام وأخصائيي الأمراض وأخصائيي الأشعة وأخصائيي علاج الأورام بالإشعاع- هو أفضل أسلوب لإدارة مرضى الورم الأرومي البنكرياسي.